# Wilhelm Michler
Wilhelm Michler (27 décembre 1846, Schmerbach (aujourd'hui Creglingen), 27 novembre 1889, Rio de Janeiro) est un chimiste wurtembergeois. 

## Biographie
Il étudie sous la direction de Hermann von Fehling et de Viktor Meyer à Stuttgart, puis accompagne Meyer  à l'École polytechnique fédérale de Zurich en 1871, où il devient professeur en 1878. Il quitte l'Europe en août 1881 pour un voyage d'étude en Amérique du Sud afin d'y étudier les des produits naturels locaux. Il arrive au Brésil, et y mène des recherches de 1882 à sa mort, en 1889. Il était entre-temps devenu professeur à l'École polytechnique de l'Université fédérale de Rio de Janeiro.

## Travaux
Michler est principalement connu pour la synthèse de la bis(diméthylamino)benzophénone, un composé important dans la synthèse de colorants et de pigments, aujourd'hui connue sous le nom de cétone de Michler. Il travaillera également sur le phosgène, et étudiera en particulier les urées N-substituées sur lesquelles il publiera de nombreux articles.
Il meurt gazé par un de ses collègues alors qu'il travaillait avec du phosgène dans une pièce fermée. Les motivations de cet acte restent obscures.